# Pájaros en la cabeza
Pájaros en la cabeza es el título del cuarto álbum de estudio del grupo español Amaral, lanzado el 14 de marzo de 2005 en España. Entre sus reconocimientos, Pájaros en la cabeza fue premiado en los Premios Ondas como Mejor Álbum, y obtuvo una nominación al Grammy Latino en la categoría Mejor Álbum Vocal Pop Dúo o Grupo. Pájaros en la cabeza fue el disco más vendido en España en 2005, según la SGAE. El disco ha vendido más de 900 000 copias en todo el mundo, de ellas alrededor de 700 000 copias se vendieron en España. De este disco también hubo otra edición para América Latina, igual que sucedió con Estrella de mar. En esta ocasión sólo se incluyó una canción, Si tú no vuelves, una versión de Miguel Bosé que cantaron a dúo con Chetes.  El disco cuenta con la colaboración de Enrique Morente en la canción «No soy como tú».
Por este trabajo, Amaral recibió tres Premios de la Música en 2006: Mejor Álbum (por Pájaros en la cabeza), Mejor Canción (por Días de verano) y Mejor Vídeo Musical (por Días de verano), además de un Premio Ondas al Mejor álbum por Pájaros en la cabeza.

## Lista de canciones
| Edición estándar |                                    |                          |          |  |
| N.º              | Título                             | Escritor(es)             | Duración |  |
| 1.               | «El universo sobre mí»             | Eva Amaral, Juan Aguirre | 4:08     |  |
| 2.               | «Días de verano»                   | Eva Amaral, Juan Aguirre | 3:28     |  |
| 3.               | «Revolución»                       | Eva Amaral, Juan Aguirre | 3:52     |  |
| 4.               | «Mi alma perdida»                  | Eva Amaral, Juan Aguirre | 4:08     |  |
| 5.               | «Marta, Sebas, Guille y los demás» | Eva Amaral, Juan Aguirre | 3:43     |  |
| 6.               | «Esta madrugada»                   | Eva Amaral, Juan Aguirre | 4:15     |  |
| 7.               | «Big bang»                         | Eva Amaral, Juan Aguirre | 2:45     |  |
| 8.               | «Enamorada»                        | Eva Amaral, Juan Aguirre | 3:39     |  |
| 9.               | «Tarde para cambiar»               | Eva Amaral, Juan Aguirre | 3:20     |  |
| 10.              | «En el río»                        | Eva Amaral, Juan Aguirre | 3:43     |  |
| 11.              | «Resurrección»                     | Eva Amaral, Juan Aguirre | 2:54     |  |
| 12.              | «Confiar en alguien»               | Eva Amaral, Juan Aguirre | 3:44     |  |
| 13.              | «Salta»                            | Eva Amaral, Juan Aguirre | 3:44     |  |
| 14.              | «No soy como tú»                   | Eva Amaral, Juan Aguirre | 4:17     |  |

| Edición mexicana |                                       |                                     |          |  |
| N.º              | Título                                | Escritor(es)                        | Duración |  |
| 15.              | «Si tú no vuelves (Dueto con Chetes)» | Miguel Bosé, Ferrario L., M. Grilli | 4:39     |  |

## Posiciones y certificaciones

### Semanales
| País   | Ranking         | Primera semana | Posición de ingreso | Mejor posición | Semanas en la mejor posición | Semanas en el ranking | Última semana |
| ------ | --------------- | -------------- | ------------------- | -------------- | ---------------------------- | --------------------- | ------------- |
| Europa |                 |                |                     |                |                              |                       |               |
| España | Top 100 álbumes | -              | -                   | -              | -                            | -                     | -             |

### Copias y certificaciones
| País   | Proveedor  | Año | Certificación | Copias certificadas (según IFPI) |
| Europa |            |     |               |                                  |
| España | Promusicae | -   | -             | -                                |